# Непряхинское сельское поселение
Непря́хинское се́льское поселе́ние — муниципальное образование в Чебаркульском районе Челябинской области Российской Федерации. В рамках административно-территориального устройства муниципальное образование  соответствует административно-территориальной единице Непряхинский сельсовет.
Административный центр — село Непряхино.

## История
Статус и границы сельского поселения установлены Законом Челябинской области от 16 ноября 2004 года № 311-ЗО «О статусе и границах Чебаркульского муниципального района и сельских поселений в его составе»

## Население
| 2002  | 2010  | 2011  | 2012  | 2013  | 2014  | 2015  |
| ----- | ----- | ----- | ----- | ----- | ----- | ----- |
| 989   | ↗1336 | ↘1335 | ↗1355 | ↗1371 | ↗1390 | ↘1374 |
| 2016  | 2017  | 2018  | 2019  | 2020  | 2021  |       |
| ↗1387 | ↗1400 | ↗1429 | ↗1434 | ↘1419 | ↘1183 |       |

## Состав сельского поселения
| № | Населённый пункт | Тип населённого пункта       | Население |
| - | ---------------- | ---------------------------- | --------- |
| 1 | Верхние Караси   | деревня                      | ↗245      |
| 2 | Колоколенки      | деревня                      | ↗22       |
| 3 | Кумысный         | посёлок                      | ↗145      |
| 4 | Непряхино        | село, административный центр | ↗655      |
| 5 | Нижние Караси    | деревня                      | ↗265      |

### Упразднённые населённые пункты
| № | Населённый пункт | Тип населённого пункта | Население | Год упразднения |
| - | ---------------- | ---------------------- | --------- | --------------- |
| 1 | Сунукуль         | посёлок                | →4        | 2023            |